# Raju Kaji Shakya
Raju Kaji Shakya (en nepalí: राजुकाजी शाक्य; Dharan, Nepal; 7 de julio de 1960) es un exfutbolista y entrenador nepalí que jugaba en la posición de delantero y que actualmente es el entrenador del Manang Marsyangdi Club de la Liga de Fútbol de Nepal.

## Carrera

### Club
| Periodo | Club            |
| ------- | --------------- |
| 1986–88 | Victoria SC     |
| 1996–97 | Easton End Club |

### Selección nacional
Jugó para Nepal de 1981 a 1997 donde disputó 91 partidos con la selección sin anotar goles, siendo actualmente el jugador con más apariciones con la selección nacional.

### Entrenador
| Periodo   | Club                   |
| --------- | ---------------------- |
| 2004      | Nepal u-14             |
| 2012–13   | Machhindra FC          |
| 2012–13   | Nepal u-20             |
| 2013–14   | Nepal (Interino)       |
| 2014–2015 | Three Star Club        |
| 2015–     | Manang Marsyangdi Club |

## Logros

### Club
- ANFA Cup (1): 1981
- Shahid Smarak A Division Football League (1): 1995
- Sikkim Governor's Gold Cup (4): 1981, 1990, 1991, 1992
- All India Brigade of Gurkha Gold Cup (1): 1982
- Sanjay Gandhi Gold Cup (1): 1983
- Jingmisingi Gold Cup (1): 1990

### Selección nacional
- South Asian Games  (2): 1984, 1993
- South Asian Games  (2): 1987, 1999
- South Asian Games  (1): 1985

### Individual
- Mejor Jugador del Año (1): 1992
- Jugador del Año - Nepal Jaycees (1): 1993
- Jugador del Año - Nepal Journalist Association (1): 1993
- Premio Rupak al Mejor Jugador - ANFA (1): 1996
- Logro de Por Vida - ANFA (1): 2005